# Gottlieb
Gottlieb er en dansk kortfilm fra 2001 med instruktion og manuskript af Niels Nørløv Hansen.

## Handling
Denne artikel mangler et handlingsreferat. Hjælp os med at skrive det.

## Medvirkende
- Jens Albinus - Martin Gottlieb
- Camilla Søeberg - Maria Gottlieb
- Henrik Noél Olesen - Franciscus
- Morten Schaffalitzky - Christensen
- Iben Hjejle - Philipsen
- Lars Lunøe - Hemmengius
- Lars Due Theilade - Johansen
- Michael Hoffmeyer - Grube
- Martin Ammundsen - Vogelius
- Thomas Bang - Vægter Jensenius
- Bjarne Aldershaab - Vægter Hansen
- Dennis Dean - Vægter Frederik
- Rasmus Rosengaard - Vægter Troels
- Lene Poulsen - Mor til ung mand
- Anders Valentinus Dam - Ung mand